# Серебряков, Константин Терентьевич
Константи́н Тере́нтьевич Серебряко́в (5 [17] июня 1852, Тамбов — 1919, Петроград) — русский оперный певец (бас), Заслуженный артист Императорских театров (1912).

## Биография
Родился в семье священника. В 1880 году окончил юридический факультет Санкт-Петербургского университета, после чего служил в Министерстве юстиции.
В этот период обучался пению в Петербургской консерватории (1879—1880), учился у Ф. П. Комиссаржевского, брал уроки пения и теории музыки у дирижёра Мариинского театра К. А. Кучеры (с 1883), обучался сценическому искусству и мимике у Ф. И. Кшесинского.
В 1887 году, выйдя в отставку, успешно дебютировал на сцене Мариинского театра в роли Сусанина («Жизнь за Царя») и был принят в оперную труппу, в которой состоял солистом до конца жизни. В 1892 году совершенствовался в пении в Италии.
Преподавал в 4-й петроградской школе музыкального просвещения.

## Творчество
Обладал певучим голосом «бархатного» тембра, особенно сильным в нижнем и среднем регистрах.
Его партнёрами на сцене были А. П. Антоновский, А. Ю. Больска, А. М. Брагин, Д. И. Бухтояров, Н. Г. Волевач, С. Н. Гладкая, А. М. Давыдов, И. В. Ершов, Е. И. Збруева, М. Н. Каракаш, В. И. Касторский, М. Н. Кузнецова-Бенуа, А. М. Лабинский, Л. Я. Липковская, Ф. В. Литвин, В. И. Лосев, В. Я. Майборода, Е. К. Мравина, А. М. Пасхалова, Е. Ф. Петренко, Н. А. Ростовский, М. А. Славина, А. В. Смирнов, Л. В. Собинов, М. И. Фигнер, Н. Н. Фигнер, М. М. Чупрынников, Ф. И. Шаляпин, Л. Г. Яковлев.
Пел под управлением А. С. Аренского, Ф. М. Блуменфельда, Г. А. Казаченко, А. Коутса, Э. А. Крушевского, К. А. Кучеры, Э. Ф. Направника, Д. И. Похитонова.
Гастролировал в Москве (театр «Аквариум»), Одессе (лето 1889, 1890), Нижнем Новгороде (Большой ярмарочный театр, лето 1897, 1888, 1899), Тифлисе (1907), Праге (1900, в составе Товарищества русской оперы М. И. Долиной). С 1900 года вместе с Е. К. Мравиной выступал в концертах в России.
Репертуар включал свыше 100 партий в 68 операх, а также романсы М. И. Глинки, А. С. Даргомыжского, А. Г. Рубинштейна, П. И. Чайковского, А. К. Глазунова, Л. Д. Малашкина, Ю. И. Блейхмана и сольные партии в симфонических произведениях («Торжественная месса» Дж. Россини, 9-я симфония Л. Бетховена, «Реквием» В. А. Моцарта, «Легенда о святой Елизавете» Ф. Листа, оратория «Рай и Пери» Р. Шумана).

### Избранные оперные партии
- Иван Сусанин («Жизнь за царя» М. И. Глинки)
- Светозар; Руслан («Руслан и Людмила» М. И. Глинки)
- Мельник («Русалка» А. С. Даргомыжского)
- Элиаким; Озия («Юдифь» А. Н. Серова)
- Старик-странник («Рогнеда» А. Н. Серова)
- Князь Гудал («Демон» А. Г. Рубинштейна)
- Начальник стражи («Суламифь» А. Г. Рубинштейна) — первый исполнитель в России (1901)
- Балбила («Нерон» А. Г. Рубинштейна) — первый исполнитель в Мариинском театре (1902)
- Фадладин («Фераморс» А. Г. Рубинштейна)
- Кончак («Князь Игорь» А. П. Бородина)
- Фехердин («Кавказский пленник» Ц. А. Кюи)
- Граф Савуази («Сарацин» Ц. Кюи) — первый исполнитель (1899)
- Варлаам («Борис Годунов» М. П. Мусоргского)
- Андрей Дубровский («Дубровский» Э. Ф. Направника)
- Иван Журан («Чародейка» П. И. Чайковского) — первый исполнитель (1887)
- Рене («Иоланта» П. И. Чайковского) — первый исполнитель (1892)
- Жемчужный («Опричник» П. И. Чайковского, 1897)
- Гремин («Евгений Онегин» П. И. Чайковского)
- Чуб («Черевички» П. И. Чайковского)
- Тибо д’Арк («Орлеанская дева» П. И. Чайковского)
- Командор («Жуан ди-Тенорио» Б. А. Фитингофа-Шеля) — первый исполнитель (1888)
- Дружина Андреевич Морозов («Князь Серебряный» Г. А. Казаченко) — первый исполнитель (1892)
- Агамемнон («Орестея» С. И. Танеева) — первый исполнитель (1895, в постановке И. И. Палечека)
- Кардинал Бибиена («Рафаэль» А. С. Аренского) — первый исполнитель в Петербурге (24.1.1895) и в Мариинском театре (13.12.1895)
- Епископ («Корделия» Н. Ф. Соловьёва) — первый исполнитель (2 я ред., 1898)
- Василий Собакин («Царская невеста» Н. А. Римского-Корсакова) — первый исполнитель в Мариинском театре (1901)
- Океан-море («Садко» Н. А. Римского-Корсакова) — первый исполнитель в Мариинском театре (1901)
- Варяжский гость («Садко» Н. А. Римского-Корсакова)
- Соран Бореа («Сервилия» Н. А. Римского-Корсакова) — первый исполнитель (1902)
- Князь Юрий Иванович Токмаков («Псковитянка» Н. А. Римского-Корсакова) — первый исполнитель в Мариинском театре (3-я ред., 1903)
- Бурундай («Сказание о невидимом граде Китеже и деве Февронии» Н. А. Римского-Корсакова) — первый исполнитель (1907)
- Дед-мороз («Снегурочка» Н. А. Римского-Корсакова)
- Командор («Дон Жуан» В. А. Моцарта)
- Цунига («Кармен» Ж. Бизе)
- Старый еврей («Самсон и Далила» К. Сен-Санса) — первый исполнитель в Мариинском театре (1896)
- Судья («Вертер» Ж. Массне) — первый исполнитель в Мариинском театре (1896)
- Креспель («Сказки Гофмана» Ж. Оффенбаха) — первый исполнитель в Мариинском театре (1899)
- Король Марк («Тристан и Изольда» Р. Вагнера) — первый исполнитель в России (1899)
- Германн, ландграф («Тангейзер» Р. Вагнера)
- Фафнер («Золото Рейна» Р. Вагнера) — первый исполнитель в России (1905)
- Фафнер («Зигфрид» Р. Вагнера)
- Хундинг («Валькирия» Р. Вагнера)
- Генрих-Птицелов («Лоэнгрин» Р. Вагнера)
- Коллен («Богема» Дж. Пуччини) — первый исполнитель в Мариинском театре (1900)
- Самиэль («Вольный стрелок» К. М. Вебера, 1901)
- Рокко («Фиделио» Л. Бетховена) — первый исполнитель в Мариинском театре (1905)
- Дон Базилио («Севильский цирюльник» Дж. Россини)
- Рамфис («Аида» Дж. Верди)
- Марсель («Гугеноты» Дж. Мейербера)
- Дон Педро («Африканка» Дж. Мейербера)
- Отец Лоренцо («Ромео и Джульетта» Ш. Гуно)
- Мефистофель (одноимённая опера А. Бойто)

### Дискография
Записал на грампластинки 28 произведений в Петербурге («Э. Берлинерс Граммофон», 1899, 1901; «Граммофон», 1901; «Зонофон», 1903; «В. И. Ребиков», 1903, 1904).

## Награды
- Заслуженный артист Императорских театров (1912)[1]